# Ерик Мејнор
Ерик Демарква Мејнор (енгл. Eric Demarqua Maynor; Раефорд, Северна Каролина, 11. јун 1987) бивши је амерички кошаркаш, а садашњи кошаркашки тренер. Играо је на позицији плејмејкера. Тренутно је помоћни тренер у клубу Оклахома Сити блу.